# Nesticella brevipes
Nesticella brevipes là một loài nhện trong họ Nesticidae.
Loài này thuộc chi Nesticella. Nesticella brevipes được Takeo Yaginuma miêu tả năm 1970.